# Rådhus
Et rådhus er en bygning for administrationen i en kommune, hvor blandt andet kommunalbestyrelsen holder til. Disse bygninger er i større byer oftest centralt placeret og tidligere ofte placeret ved et torv eller en plads. Eksempler kan ses både i ind- og udland (Rådhuspladsen i København, Rådhusene i Hamburg og München i Tyskland).
Blandt de ældste rådhuse i Danmark er de gamle rådhuse i Kalundborg, Næstved og Ribe, der alle stammer fra middelalderen.

## Galleri
- Rådhuset i Nowe Warpno, Polen.
- Rådhuset i Großbottwar, Tyskland.
- Rådhuset i Kuopio, Finland